# 1962–1963-as olasz labdarúgókupa
Az 1962–1963-as olasz labdarúgókupa az olasz kupa 16. kiírása. A kupát az Atalanta nyerte meg mindmáig először.

## Eredmények

### Első forduló
| 1. csapat      | Eredmény  | 2. csapat         |
| -------------- | --------- | ----------------- |
| Lazio          | 0–3       | Fiorentina        |
| Udinese        | 0–3       | Genoa             |
| Cagliari       | 1–5       | Roma              |
| Catanzaro      | 3–0       | SPAL              |
| Messina        | 2–1       | Napoli            |
| Bari           | 1–0       | Palermo           |
| Como           | 2–4 (hu.) | Atalanta          |
| Cosenza        | 3–4 (hu.) | Catania           |
| Alessandria    | 0–5       | Internazionale    |
| Padova         | 2–1       | Lanerossi Vicenza |
| Parma          | 0–1       | Milan             |
| Pro Patria     | 1–2       | Sampdoria         |
| Triestina      | 1–1       | Torino1           |
| Sambenedettese | 0–1       | Bologna           |
| Foggia         | 3–0       | Modena            |
| Brescia        | 2–5       | Juventus          |
| Monza          | 2–3       | Venezia           |
| Lucchese1      | 1–1       | Mantova           |
| Verona         | 3–0       | Lecco             |

1A Torino és a Lucchese sorsolással jutott tovább.

### Kvalifikáció
| 1. csapat  | Eredmény | 2. csapat |
| ---------- | -------- | --------- |
| Fiorentina | 0–2      | Genoa     |
| Roma       | 3–1      | Catanzaro |
| Foggia     | 0–2      | Juventus  |

### Nyolcaddöntő
| 1. csapat      | Eredmény       | 2. csapat |
| -------------- | -------------- | --------- |
| Roma           | 2–5            | Genoa     |
| Atalanta       | 2–1            | Catania   |
| Milan          | 0–1            | Sampdoria |
| Bologna        | 2–2 (Te.: 3-4) | Torino    |
| Juventus       | 3–1            | Venezia   |
| Bari           | 2–0            | Messina   |
| Verona         | 1–1 (Te.: 6-5) | Lucchese  |
| Internazionale | 1–2            | Padova    |

### Negyeddöntő
| 1. csapat | Eredmény  | 2. csapat |
| --------- | --------- | --------- |
| Atalanta  | 2–0       | Padova    |
| Bari      | 2–1 (hu.) | Genoa     |
| Sampdoria | 0–2       | Torino    |
| Juventus  | 0–1       | Verona    |

### Elődöntő
| 1. csapat | Eredmény | 2. csapat |
| --------- | -------- | --------- |
| Torino    | 2–1      | Verona    |
| Atalanta  | 1–0      | Bari      |

### Döntő
| 1963. június 2. | Atalanta              | 3 – 1 | Torino      | San Siro, Milánó Nézőszám: – Játékvezető: Antonio Sbardella |
| 1963. június 2. | Domenghini 4' 49' 82' | (1–0) | 84' Ferrini | San Siro, Milánó Nézőszám: – Játékvezető: Antonio Sbardella |

| Az 1962–1963-as olasz labdarúgókupa győztese: |
| --------------------------------------------- |
| Atalanta 1. cím                               |